# Kajakarstwo na Letnich Igrzyskach Olimpijskich 1984
Zawody kajakarskie na Letnich Igrzyskach Olimpijskich 1984 w Los Angeles odbyły się w dniach od 6 do 11 sierpnia na jeziorze Casitas w hrabstie Ventura. Wzięło w nich udział 195 zawodników z 28 państw. Mężczyźni startowali w czterech konkurencjach na kanadyjkach (C) oraz pięciu na kajakach (K). Kobuety w trzech konkurencjach na kajakach. W tabeli medalowej zwyciężyli reprezentanci Nowej Zelandii, którzy zdobyli 4 złote medale.

## Kalendarz
Źródło: Oficjalny raport z Letnich Igrzysk Olimpijskich 1984 w Los Angeles
| E | Eliminacje | ½ | Półfinały | F | Finał |

| Konkurencja↓/Data → | Pon. 6 | Wt. 7 | Śr. 8 | Czw. 9 | Pt. 10 | Sob. 11 |
| ------------------- | ------ | ----- | ----- | ------ | ------ | ------- |
| K-1 500 m kobiet    | E      |       | ½     |        | F      |         |
| K-2 500 m kobiet    | E      |       | ½     |        | F      |         |
| K-4 500 m kobiet    |        |       |       |        |        | F       |
| K-1 500 m mężczyzn  | E      |       | ½     |        | F      |         |
| K-2 500 m mężczyzn  | E      |       | ½     |        | F      |         |
| K-1 1000 m mężczyzn |        | E     |       | ½      |        | F       |
| K-2 1000 m mężczyzn |        | E     |       | ½      |        | F       |
| K-4 1000 m mężczyzn |        | E     |       | ½      |        | F       |
| C-1 500 m mężczyzn  | E      |       | ½     |        | F      |         |
| C-2 500 m mężczyzn  | E      |       | ½     |        | F      |         |
| C-1 1000 m mężczyzn |        | E     |       | ½      |        | F       |
| C-2 1000 m mężczyzn |        | E     |       | ½      |        | F       |

## Rezultaty
Źródło: Oficjalny raport z Letnich Igrzysk Olimpijskich 1984 w Los Angeles

### Kobiety
Kajaki
| Konkurencja | Złoto                                                                         | Rezultat | Srebro                                                                 | Rezultat | Brąz                                                                    | Rezultat |
| K-1 500 m   | Agneta Andersson                                                              | 1:58,72  | Barbara Schüttpelz                                                     | 1:59,93  | Annemiek Derckx                                                         | 2:00,11  |
| K-2 500 m   | Szwecja Agneta Andersson · Anna Olsson                                        | 1:45,25  | Kanada Alexandra Barré · Susan Holloway                                | 1:47,13  | RFN Josefa Idem · Barbara Schuttpelz                                    | 1:47,32  |
| K-4 500 m   | Rumunia Agafia Constantin · Nastasia Ionescu · Tecla Marinescu · Maria Ștefan | 1:38,34  | Szwecja Agneta Andersson · Anna Olsson · Eva Karlsson · Susanne Wiberg | 1:38,87  | Kanada Alexandra Barré · Lucie Guay · Susan Holloway · Barbara Olmstead | 1:39,40  |

### Mężczyźni
Kajaki
| Konkurencja | Złoto                                                                        | Rezultat | Srebro                                                                       | Rezultat | Brąz                                                                             | Rezultat |
| K-1 500 m   | Ian Ferguson                                                                 | 1:47,84  | Lars-Erik Moberg                                                             | 1:48,18  | Bernard Brégeon                                                                  | 1:48,41  |
| K-2 500 m   | Nowa Zelandia Ian Ferguson · Paul MacDonald                                  | 1:34,21  | Szwecja Per-Inge Bengtsson · Lars-Erik Moberg                                | 1:35,26  | Kanada Hugh Fisher · Alwyn Morris                                                | 1:35,41  |
| K-1 1000 m  | Alan Thompson                                                                | 3:45,73  | Milan Janić                                                                  | 3:46,88  | Greg Barton                                                                      | 3:47,38  |
| K-2 1000 m  | Kanada Hugh Fisher · Alwyn Morris                                            | 3:24,22  | Francja Bernard Brégeon · Patrick Lefoulon                                   | 3:25,97  | Australia Barry Kelly · Grant Kenny                                              | 3:26,80  |
| K-4 1000 m  | Nowa Zelandia Grant Bramwell · Ian Ferguson · Paul MacDonald · Alan Thompson | 3:02,28  | Szwecja Per-Inge Bengtsson · Tommy Karls · Lars-Erik Moberg · Thomas Ohlsson | 3:02,81  | Francja François Barouh · Philippe Boccara · Pascal Boucherit · Didier Vavasseur | 3:03,94  |

Kanadyjki
| Konkurencja | Złoto                                    | Rezultat | Srebro                                   | Rezultat | Brąz                                      | Rezultat |
| C-1 500 m   | Larry Cain                               | 1:57,01  | Henning Lynge Jakobsen                   | 1:58,45  | Costică Olaru                             | 1:59,86  |
| C-2 500 m   | Jugosławia Matija Ljubek · Mirko Nišović | 1:43,67  | Rumunia Ivan Patzaichin · Toma Simionov  | 1:45,68  | Hiszpania Enrique Míguez · Narciso Suárez | 1:47,71  |
| C-1 1000 m  | Ulrich Eicke                             | 4:06,32  | Larry Cain                               | 4:08,67  | Henning Lynge Jakobsen                    | 4:09,51  |
| C-2 1000 m  | Rumunia Ivan Patzaichin · Toma Simionov  | 3:40,60  | Jugosławia Matija Ljubek · Mirko Nišović | 3:41,56  | Francja Didier Hoyer · Éric Renaud        | 3:48,01  |

## Klasyfikacja medalowa
| Miejsce | Reprezentacja     | Złoto | Srebro | Brąz | Razem |
| 1.      | Nowa Zelandia     | 4     | 0      | 0    | 4     |
| 2.      | Szwecja           | 2     | 4      | 0    | 6     |
| 3.      | Kanada            | 2     | 2      | 2    | 6     |
| 4.      | Rumunia           | 2     | 1      | 1    | 4     |
| 5.      | Jugosławia        | 1     | 2      | 0    | 3     |
| 6.      | RFN               | 1     | 1      | 1    | 3     |
| 7.      | Francja           | 0     | 1      | 3    | 4     |
| 8.      | Dania             | 0     | 1      | 1    | 2     |
| 9.      | Australia         | 0     | 0      | 1    | 1     |
| 9.      | Holandia          | 0     | 0      | 1    | 1     |
| 9.      | Hiszpania         | 0     | 0      | 1    | 1     |
| 9.      | Stany Zjednoczone | 0     | 0      | 1    | 1     |